# Kvarteret Per
Kvarteret Per i Ronneby ansluter till det medeltida gatunätet i norr och 1864 års rutnätsplan i söder medan hela det historiska kvarteret tillsammans med den västra delen av innerstaden omfattas av fornlämningen RAÄ Ronneby 214:1 som utgör den medeltida stadens utsträckning. Bebyggelsen i kvarteret är blandad med 1700-tals trähus längs Kyrkogatan i norr och en dominans av representativa byggnader från 1920-talet i söder längs Kungsgatan. Bankhuset med nuvarande Handelsbanken uppfördes 1907–1909, ursprungligen för Bankaktiebolaget Södra Sverige. Arkitekt var Ola Anderson. Omfattande ombyggnad – även exteriört – skedde 1940-1943 av Kjell Westin. Oscar Nilssons herrekipering låg i hörnet av Kungsgatan och Prinsgatan, ett företag som fanns kvar på platsen till 2010-talet.
Kvarteret kompletterades 1960 med ett flerbostadshus i funktionalistisk arkitektur med fasad i rött lertegel och inslag av glasblock. I slutet av 1980-talet uppförde Svenska kyrkan en ny församlings- och administrationsbyggnad. I kvarterets norra del finns en byggnad med både postmodern arkitektur och inslag av traditionell romersk rundbågearkitektur.